# Orgullo Pagano
Orgullo Pagano es un movimiento nacido en el paganismo norteamericano para construir una imagen pública positiva del paganismo.
Los grupos locales de Orgullo Pagano patrocinan los eventos o festivales del "Orgullo Pagano", por lo general en lugares públicos tales como parques públicos o campus universitarios. La primera referencia registrada del "Orgullo Pagano" se puede remontar a 1992.

## El Proyecto del Orgullo Pagano
El Proyecto del Orgullo Pagano es una organización sin ánimo de lucro, cuyos objetivos son, fomentar el entendimiento y la educación acerca del paganismo, el apoyo a diversas organizaciones benéficas, y acercar a las diferentes tradiciones y comunidades paganas que practican en el planeta. Fue fundada en 1997. [cita requerida] El logo del proyecto muestra varios símbolos paganos que rodean la Tierra - el símbolo del Yin y yang, Cruz celta, Mjollnir, el símbolo de la  Triple Diosa, el Ojo de Horus, la Venus de Willendorf, el ankh, el Pentagrama wiccano, el Triskelion, la Piedra  Megalito, el  Green Man, el Eneagrama, la  cabalística, y el Árbol de la vida.

## Día del Orgullo Pagano
El Día del Orgullo Pagano es un evento anual que se celebra en una variedad de lugares a lo largo de todo el planeta. Las festividades son tan variados como las diferentes comunidades y tradiciones neopaganas que las organizan. Algunos eventos son tan simples como un día al aire libre o una comida en un parque público local. Mientras que otros son eventos con un absoluto despliegue de recursos tales como alquiler de locales, escenarios de actuación, atriles de oratoria, o con instalaciones de restauración hostelera. Hay, sin embargo, varios elementos comunes.
En primer lugar y más importante el objetivo del Orgullo Pagano es educar al público asistente acerca de las creencias y prácticas de las distintas tradiciones del neopaganismo . Son eventos abiertos al público en general. Y suele haber mesas con material de lectura, tuteladas por representantes de las distintas tradiciones neopaganas. Los representantes pueden centrarse en disipar conceptos erróneos comunes sobre el neopaganismo, o pueden tratar de explicar a los neófitos los detalles de las creencias y prácticas de su tradición.
El segundo aspecto más común es el trabajo caritativo, o la obra social y solidaria. Muchos comités del Orgullo Pagano eligen a una organización benéfica local para apoyarla con la recaudación de fondos y / o donaciones conseguidas durante el evento de entre los asistentes. Estas organizaciones benéficas de caridad pueden estar relacionadas con  la conservación del medio ambiente,  rescate de animales,  bancos de alimentos, refugios para víctimas de la  violencia doméstica o con otras causas.
Los eventos del Orgullo Pagano suelen dar la bienvenida a las familias y a los niños. Hay reglas acerca de lo que puede y no puede ocurrir en este eventos para esta finalidad.
Muchos festivales del Orgullo Pagano muestran artistas locales, artesanos y comerciantes, todos ellos neopaganos. Algunos eventos ofrecen sesiones abiertas de micrófono, donde los asistentes pueden turnarse para cantar, contar chistes, hacer interpretaciones de fábulas, tocar tambores, o leer poesías.